# Octavia (planetka)
(598) Octavia je planetka v hlavním pásu planetek s průměrem 74 km, kterou objevil Max Wolf 13. dubna 1906. Název dostala po Octavii, sestře prvního římského císaře Augusta a jedné z žen římského vojevůdce Marca Antonia. Před přidělením jména nosila planetka předběžné označení 1906 UC.